# Carl Reinecke
Pour les articles homonymes, voir Reinecke.
Carl Heinrich Carsten Reinecke est un compositeur allemand, né le 23 juin 1824 à Altona et mort le 10 mars 1910 à Leipzig.

## Biographie
Fils d'un professeur de musique qui lui donne ses premiers cours, Reinecke compose ses premières pièces à l'âge de sept ans avant de se produire comme pianiste à douze ans.
En 1843, grâce à une bourse du roi Christian VIII de Danemark, Reinecke peut suivre des cours de piano et de composition au prestigieux Conservatoire de Leipzig. À partir de 1845, il effectue des tournées en Europe en tant que pianiste virtuose, se produisant notamment avec le célèbre violoniste Heinrich Wilhelm Ernst.
En 1846, il devient pianiste de la cour du royaume de Danemark mais doit repartir à Leipzig l'année suivante, en raison des événements politiques de 1848 (révolutions de mai). Pendant cette période, Reinecke rencontre Robert Schumann qu'il admire et Felix Mendelssohn, qui lui apportera son soutien. Il fait également la connaissance de Franz Liszt à Weimar, qui le soutient dès lors.
En 1849, le musicien part à Brême et s'y établit en tant que compositeur et chef d'orchestre. Il entretient ses relations avec Schumann et rencontre à Düsseldorf le jeune Johannes Brahms. Il se rend à Paris en 1854 par l'entremise de Liszt, donnant notamment des cours de piano à sa fille. En 1854, Reinecke est nommé maître de chapelle à Barmen avant d'exercer à Breslau.
En 1860, Reinecke est nommé directeur de l'orchestre du Gewandhaus de Leipzig (où il crée le requiem allemand de Brahms), ainsi que professeur de composition et de piano au Conservatoire de la ville. De 1864 jusqu'à sa mort, il enseigne à l'université de Leipzig à des étudiants comme Edvard Grieg, Alfred Volkland, Christian Sinding, Leoš Janáček, Isaac Albéniz, Johan Svendsen, Robert Kajanus, Charles Villiers Stanford, Mykola Lyssenko, Felix Weingartner, Georg Schumann ou Max Bruch.
Reconnu en Allemagne comme un compositeur talentueux, il est assez largement éclipsé par ses contemporains illustres, Liszt, Mendelssohn ou Schumann.

## Œuvres principales

### Opéras
- Der vierjährige Posten, op. 45 (1855)
- Le Roi Manfred, en 5 actes sur un livret de Friedrich Roeber, op. 93 (1866)
- Ein Abenteuer Händels, oder Die Macht des Liedes, op. 104 (1870)
- Glückskind und Pechvogel, op. 117 (1883)
- Auf hohen Befehl, op. 184 (1886)
- Der Gouverneur von Tours (1891)
- Musique de scène pour "Wilhelm Tell", de Schiller, op. 102 (1871)

### Œuvres orchestrales
- Symphonie no 1, op. 79 (1858/70)
- Concerto pour piano no 1, op. 72 (1860/79)
- Concerto pour violoncelle, op. 82 (1864/66)
- Concerto pour piano no 2, op. 120 (1872/73)
- Symphonie no 2 Hakon Jarl, op. 134 (1874/75)
- Concerto pour piano no 3, op. 144 (1877/78)
- Concerto pour harpe, op. 182 (1884/85)
- Symphonie no 3, op. 227 (1895)
- Concerto pour piano no 4, op. 254 (1900)
- Concerto pour flûte, op. 283 (1908)
- Ballade pour flûte et orchestre, op. 288 (publ. 1911)

### Musique de chambre
- Sonate pour flûte et piano « Undine », op. 167 (1885)
- Trio pour piano hautbois et cor, op. 188 (1886/87)
- Octuor pour instruments à vent, op. 216 (1892)
- Introduction et allegro appassionato pour clarinette et piano, op. 256 (ca. 1900)
- Sextuor pour instruments à vent, op. 271 (1905)
- Trio pour clarinette, alto et piano en la, op. 264 (1903)
- Trio pour piano clarinette et cor, op. 274 (1905
- Leichte Stücke für Flöte und Klavier

### Œuvres pour piano
- Sonate pour la main gauche, op. 179
- 24 pièces retravaillées d'après Arcangelo Corelli

## Discographie
- Concerto pour harpe et orchestre op. 182 - Lily Laskine et Orchestre symphonique de Bamberg, dir. Theodor Guschlbauer (1967, Erato) compléments : Gossec, Haëndel
- Concerto pour harpe et orchestre op. 182 - Xavier de Maistre et Staatsphilharmonie Rheinland-Pfalz, dir. Hannu Lintu (18-22 septembre 2005, Claves 502607) (OCLC 77074654) compléments : Parish-Alvars, Zabel avec Emmanuel Ceysson, harpe
- Concerto pour harpe et orchestre op. 182 + Concerto pour flûte et orchestre op. 283 + Ballade pour flûte et orchestre op. 288 - Fabrice Pierre (harpe), Patrick Gallois (flûte) et Swedish Chamber Orchestra, dir. Patrick Gallois (op. 182) & Fabrice Pierre (op. 283 & 288) (2004, Naxos)
- Symphonie no 1 + King Manfred : ouverture, préludes et ballet - Rheinish Philharmonic Orchestra, dir. Alfred Walter (1987, Naxos)
- Symphonie no 2 "Hakon Jarl" + Symphonie no 3 : Tasmanian Symphony Orchestra dirigé par Howard Shelley (1999, Chandos)
- Fantasiestücke for Clarinet and Piano op. 22 sur le disque German Music with Clarinet, œuvres de Johann Ludwig Böhner, Max Bruch, Gustav Jenner et Carl Reinecke, par Dario Zingales (clarinette), Damiano Scarpa (violoncelle) et Fausto Quintabà (piano) (Da Vinci Classics)